# أولاسي
أولاسي، (بالإنجليزية: Ulassai)، هي بلدية، في مقاطعة نوورو، في منطقة سردينيا الإيطالية، وتقع على بعد حوالي 70 كم (43 ميل) شمال شرق كالياري، وحوالي 20 كم (12 ميل) جنوب غرب تورتولو.

## السكان
في سنة 1861 بلغ عدد السكان 1٬575 نسمة، وتطور العدد ليصل في سنة 2011 لـ 1٬517 نسمة.
يظهر هذا المخطط البياني تطور النمو السكاني لـ أولاسي